# International Taoist Tai Chi Society
De International Taoist Tai Chi Society werd in 1990 opgericht in Toronto. Zij werd opgericht om de zich steeds uitbreidende activiteiten en belangen te behartigen die samenhingen met het doorgeven van de door Moy Lin-shin onderwezen Tai chi-vorm. Moy had zich in 1970 in Toronto gevestigd en ontwikkelde een tai chi-vorm, die hij Taoïstische Tai Chi noemde. 
De International Taoist Tai Chi Society heeft zich wereldwijd gevestigd en heeft sindsdien afdelingen opgericht in vele Europese landen. In ongeveer 1990 werd een afdeling in Nederland opgericht, vertegenwoordigd door de "Taoïstische Tai Chi Vereniging". Er zijn ongeveer 30 locaties in Nederland waar les wordt gegeven in Taoïstische Tai Chi en Lok Hup Ba Fa. 
De "Taoist Tai Chi Society" stelt zich onder andere ten doel het beschikbaar maken van Taoïstische Tai Chi voor iedereen, en het samenbrengen van mensen door culturele uitwisseling. Lessen worden gegeven door vrijwilligers. Een aantal mensen met organisatorische en administratieve taken zijn in betaalde, vaste dienst. Deze mensen geven ook les in tai chi.
Men kan instructeur worden door dit aan te geven, en door te laten zien dat men op beginnersniveau de bewegingen kan voordoen aan nieuwe leerlingen. Het enthousiasme en de motivatie van een potentiële instructeur spelen hierbij een rol. Het is mogelijk al na een jaar instructeur te worden. Echter kennis, inzicht, en vaardigheden zijn dan nog weinig ontwikkeld. Het goed ontwikkelen hiervan duurt vele jaren. Het volgen van workshops is voor instructeurs verplicht.
Wil men op hoger niveau Tai Chi lesgeven, dan moet men zich ook goed hebben aangepast aan de strikt hiërarchische structuur van de organisatie, en zich meer spiritueel hebben ontwikkeld in de filosofische en religieuze aspecten van het Taoïsme, zoals de acht deugden: schaamtegevoel, eer, opoffering, welvoeglijkheid, betrouwbaarheid, toewijding, broederlijke en zusterlijke eendracht, vaderlijke devotie. De omgangsvormen tussen instructeurs en leerlingen, tussen leerlingen onderling, en de structuur binnen de organisatie zijn hier ook op gebaseerd. Van een seniorinstructeur wordt dan ook verwacht dat hij/zij aan de leerlingen de normen en waarden van de Society overbrengt. Tijdens workshops wordt ook veel aandacht besteed aan deze spirituele ontwikkeling.